# Perlat Musta
Perlat Musta   (Vlorë, 15 d'octubre de 1958) és un exfutbolista albanès de la dècada de 1980.
Fou 23 cops internacional amb la selecció albanesa.
Pel que fa a clubs, defensà els colors de Partizani Tirana i Dinamo Bucureşti.